# Susk, Kiverți
Susk (în ucraineană Суськ) este localitatea de reședință a comunei Susk din raionul Kiverți, regiunea Volînia, Ucraina.

## Demografie
Componența lingvistică a localității Susk
     Ucraineană (99,42%)
     Alte limbi (0,58%)
Conform recensământului din 2001, majoritatea populației localității Susk era vorbitoare de ucraineană (99,42%), existând în minoritate și vorbitori de alte limbi.